# گو جیبیکی
گو جیبیکی (انگلیسی: Go Jibiki؛ زادهٔ ۷ مهٔ ۱۹۷۶) بازیگر اهل ژاپن است.
از فیلم‌ها یا برنامه‌های تلویزیونی که وی در آن نقش داشته‌است می‌توان به کرم پیلهساز، داستان آوریل اشاره کرد.